# Echymipera
Echymipera és un gènere de bàndicut que conté cinc espècies vivents. Aquestes espècies són:
- Bàndicut de llavis blancs (E. clara)
- Bàndicut espinós de David (E. davidi)
- Bàndicut espinós de Menzies (E. echinista)
- Bàndicut espinós (E. kalubu)
- Bàndicut vermellós (E. rufescens)